# Cara Theobold
Cara Louise Theobold (Wakefield, 8 de enero de 1990) es una actriz británica. Ella es conocida por interpretar a Ivy Stuart en la serie de drama histórico Downton Abbey.

## Vida y carrera
Theobold Theobold asistió a Outwood Grange Academy antes de asistir a Guildhall School of Music and Drama. Al principio se hizo una prueba para el papel de Ivy en 2011 durante su último año. se le permitió terminar antes su último año de la escuela de teatro para comenzar el rodaje de la serie en las Pascuas. Theobald caracteriza a Ivy como "ambiciosa" y "una soñadora". Ella volvió en la cuarta temporada del show en 2013.
En 2014, Theobold hizo una aparición especial en la sitcom Lovesick (anteriormente conocido como Scrotal Recall). En 2015, ella apareció en 2 episodios de Last Tango in Halifax como Holly, y en un episodio de Call the Midwife. Ella interpretó a Sarah en la tercera temporada de The Syndicate que fue estrenada en 2015. Además le puso la voz a Tracer en los videojuegos Overwatch y Heroes of the Storm y es parte del elenco principal de la serie original de E4/Netflix Crazyhead junto a Susan Wokoma. En 2016, se anunció que formaría del elenco principal en la serie Absentia junto a Stana Katic y Patrick Heusinger.

## Filmografía

### Cine
| Año  | Título                 | Rol    | Notas |
| ---- | ---------------------- | ------ | ----- |
| 2016 | Zombie Spring Breakers | Ellie  |       |
| 2019 | Around the Sun         | Maggie |       |

### Televisión
| Año       | Título                  | Rol                    | Notas           |
| --------- | ----------------------- | ---------------------- | --------------- |
| 2012–2013 | Downton Abbey           | Ivy Stuart             | Papel principal |
| 2014      | Lovesick                | Ilona McLeod           | 1 episodio      |
| 2015      | Last Tango in Halifax   | Holly                  | 1 episodio      |
| 2015      | Call the Midwife        | Marie Amos             | 1 episodio      |
| 2015      | The Syndicate           | Sarah                  | Papel principal |
| 2015      | Together                | Ellen                  | Papel principal |
| 2015      | Harry Price Ghosthunter | Sarah Grey (Housemaid) | Papel principal |
| 2016      | Crazyhead               | Amy                    | Papel principal |
| 2017–2020 | Absentia                | Alice Durand           | Papel principal |

### Videojuegos
| Año           | Título              | Rol          | Notas |
| ------------- | ------------------- | ------------ | ----- |
| 2016–2022     | Overwatch           | Tracer (voz) |       |
| 2016–presente | Heroes of the Storm | Tracer (voz) |       |
| 2022–presente | Overwatch 2         | Tracer (voz) |       |